# 拟金草
拟金草（学名：Hedyotis consanguinea）为茜草科耳草属下的一个种。

## 扩展阅读
- 維基物種上的相關：拟金草